# Colomby de Gex
Pour les articles homonymes, voir Gex (homonymie).
Le Colomby de Gex est un sommet du Jura français dans l'Ain qui culmine à 1 688 mètres d'altitude. C'est le 4e plus haut sommet du massif du Jura.

## Géographie
Le Colomby de Gex appartient à l'anticlinal des monts Jura, il est compris entre le mont Rond au nord est et le col de Crozet au sud ouest. Il est situé à 4 km à l'ouest-sud-ouest de la ville de Gex, à 5 km au sud de Mijoux et à 3,5 km au nord-est de Lélex.
À son sommet se trouve une tour métallique d'une dizaine de mètres de haut sur deux de large. À quelques mètres, sur le versant est, figure une stèle à la mémoire de Fernand Fluckiger, un aviateur suisse tombé sur zone le 2 juin 1932.

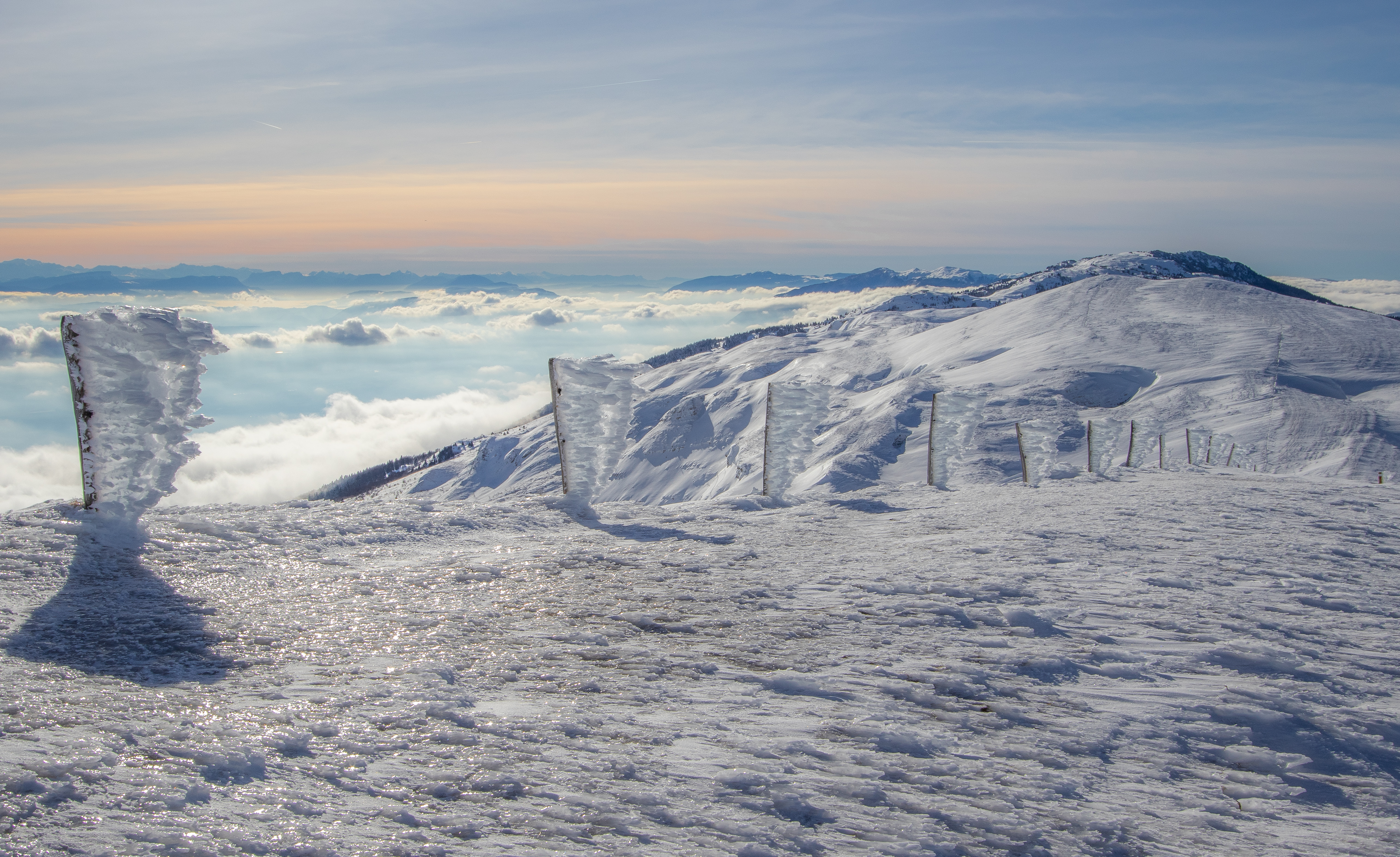
À proximité du Colomby de Gex en hiver. Décembre 2018.